# Leiopathes expansa
Leiopathes expansa is een Antipathariasoort uit de familie van de Leiopathidae. De wetenschappelijke naam van de soort is voor het eerst geldig gepubliceerd in 1899 door Johnson.